# Miikka Toivola
Miikka Toivola, född 11 juli 1949 i Björneborg, död 26 januari 2017, var en finländsk före detta fotbollsspelare och tränare. Under sin karriär spelade han för TPS där han vann Tipsligan 1971 och 1972. 1973 skrev han på för HJK där han upprepade bedriften 1973 och 1978. Han blev även utsedd till årets spelare i Finland 1972 och 1978.
Miika Toivola spelade även 62 landskamper och gjorde fyra mål för Finlands landslag.

## Meriter
- Tipsligan: 1971, 1972, 1973, 1978
- Årets fotbollsspelare i Finland: 1972, 1978